# Ted Bundy: En la ment de l'assassí
Ted Bundy: En la ment de l'assassí (títol original en anglès, No Man of God) és una pel·lícula de misteri del crim estatunidenca del 2021 dirigida per Amber Sealey i escrita per C. Robert Cargill, sota el pseudònim de Kit Lesser. La pel·lícula és protagonitzada per Elijah Wood, Luke Kirby, Aleksa Palladino i Robert Patrick. Es basa en transcripcions de la vida real seleccionades a partir de converses entre l'assassí en sèrie Ted Bundy i l'agent especial de l'FBI Bill Hagmaier entre 1984 i 1989, i la complicada relació que es va formar entre ells durant els últims anys de Bundy al corredor de la mort. S'ha doblat i subtitulat al català.
Es va estrenar al Festival de Cinema de Tribeca l'11 de juny de 2021. Es va estrenar als Estats Units el 27 d'agost de 2021 a càrrec de la distribuïdora RLJE Films.